# Parti bosniaque
Le Parti bosniaque (cyrillique : Бошњачка странка, abbr. BS ) est un parti politique conservateur de la minorité bosniaque au Monténégro. Son fondateur et premier président est Rafet Husović. Le parti est aujourd'hui dirigé par Ervin Ibrahimović, député, qui est également chef du groupe parlementaire au Parlement du Monténégro.

## Résultats électoraux

### Élections législatives
| Année | Nombre de voix | % de voix | Sièges |
| ----- | -------------- | --------- | ------ |
| 2006  | 12 748         | 3,76      | 1 / 81 |
| 2009  | 168 290        | 51,9      | 3 / 81 |
| 2012  | 15 124         | 4,17      | 3 / 81 |
| 2016  | 12 089         | 3,16      | 2 / 81 |
| 2020  | 16 279         | 3,98      | 3 / 81 |
| 2023  | 21 423         | 7,08      | 6 / 81 |

### Élections municipales en 2014 et 2018
| 2014 | 2 / 37 (coalition) | 0 / 35                          | 2 / 38                          | 7 / 31 | 17 / 35 (Coalition européenne du Monténégro ) | n'a pas participé                                  |
| 2018 | 1 / 37             | 17 / 35 (coalition DPS -BS- SD) | 25 / 38 (coalition DPS -BS- SD) | 7 / 31 | 20 / 35 (coalition DPS -BS- SD)               | 32 / 61 (Coalition DPS - LP -BS- CNR - DUA - PCG ) |